# Гольчевская башня
Замковая башня в Гольчеве (пол. Wieża Zamkowa w Golczewie) — часть древнего замка каменских епископов, расположенная на перешейке между озерами Щучьим и Окунье, в западной части города Гольчево Западнопоморского воеводства в Польше.

## История
В конце XIII — начале XIV веков Гольчево принадлежало рыцарям Екгарду и Вульфекину Смеллингам, а также Ведельштедту. Составленное ими, в 1304 году, соглашение с каменским епископом Генрихом Вахгнольцем Генрихом, дало старт развитию крепости, которая перешла во владение церкви. Замок временно использовался капитулом. Тогда им владел род Флеммингов, которая в 1406 году продала его претенденту на Каменское епархиальное князю Богуславу VIII. В 1436 году крепость вновь оказалась в собственности капитула, который владел ею, с коротким перерывом, вплоть до 1534 года. С того времени Гольчево стало княжеской собственностью. После 1684 года замок был оставлен, и он постепенно разрушался. Сохраненная замковая башня была восстановлена, вместе с реконструкцией ее верхушки, в 1895 и 1929 годах. После Второй мировой войны на территории замка проводились археологические раскопки.

## Архитектура
Замок был построен на насыпи высотой 3 м. Сначала он состоял из валов и каменного дома. В 1406—1418 годах территория замка была расширена, и комплекс приобрел вид четырехугольника размерами 40 × 40 м. Тогда были разобраны старые здания. Новый замок размерами 12 × 25 м располагался у южной оборонительной стены. Юго-восточный угол занимала отделена цилиндрическая башня высотой около 24 метров. Ее цоколь на плане, близком квадрату (8,5 × 9 м), был построен в нижней части с эрратических валунов, а выше из — кирпича. В подземелье находилась тюрьма. Вход в башни был расположен на высоте около 6 метров над уровнем двора. На подворье также находились хозяйственные постройки, вероятно, более позднего периода, в том числе пивоварня с востока, пекарня и надбрамный дом с севера.